# Southern Lagoon (lagun)
Southern Lagoon är en lagun i Belize. Den ligger i distriktet Belize, i den centrala delen av landet, 50 km öster om huvudstaden Belmopan.